# Heidelberg Triathlon

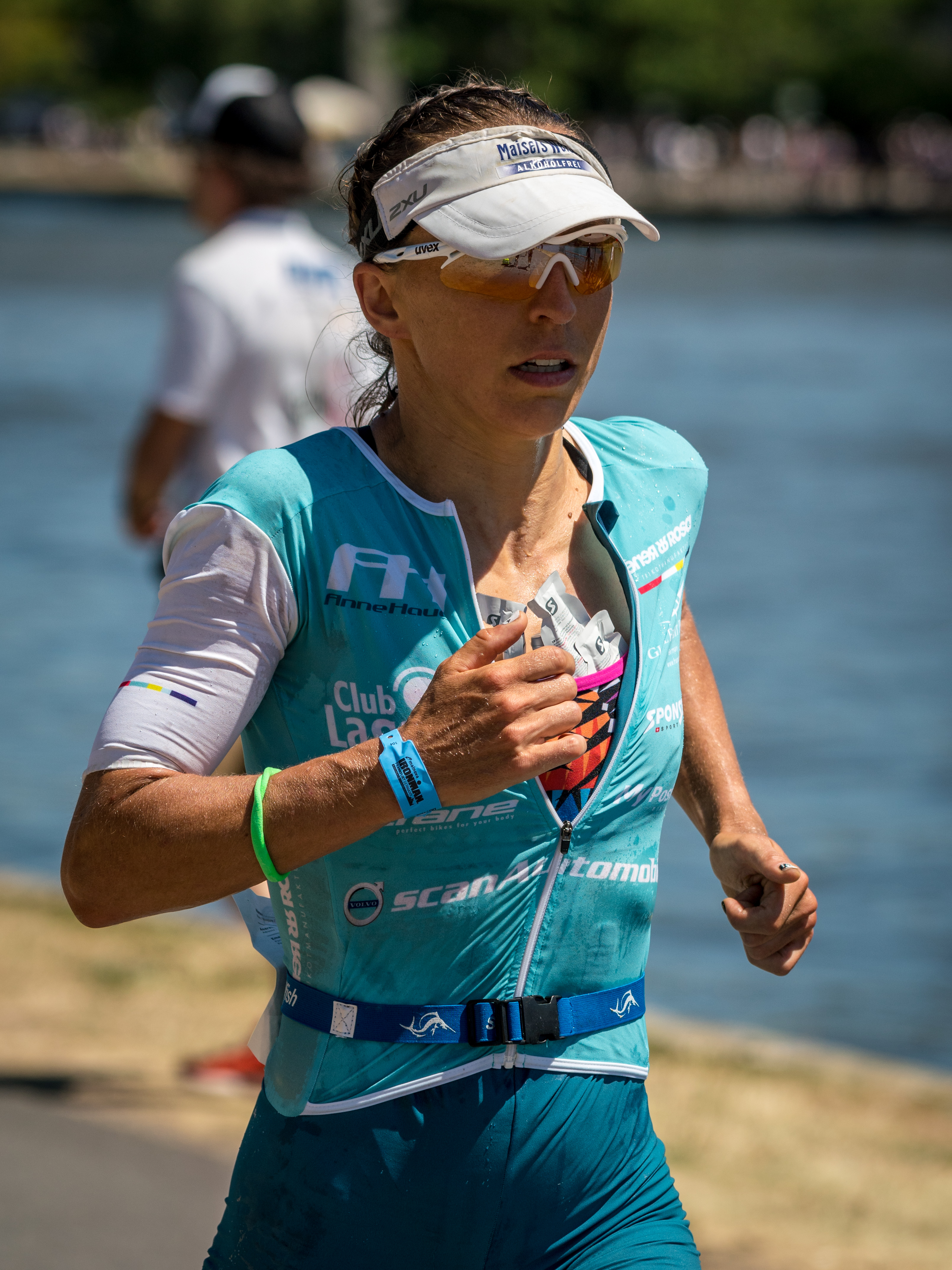
Anne Haug – Siegerin 2017

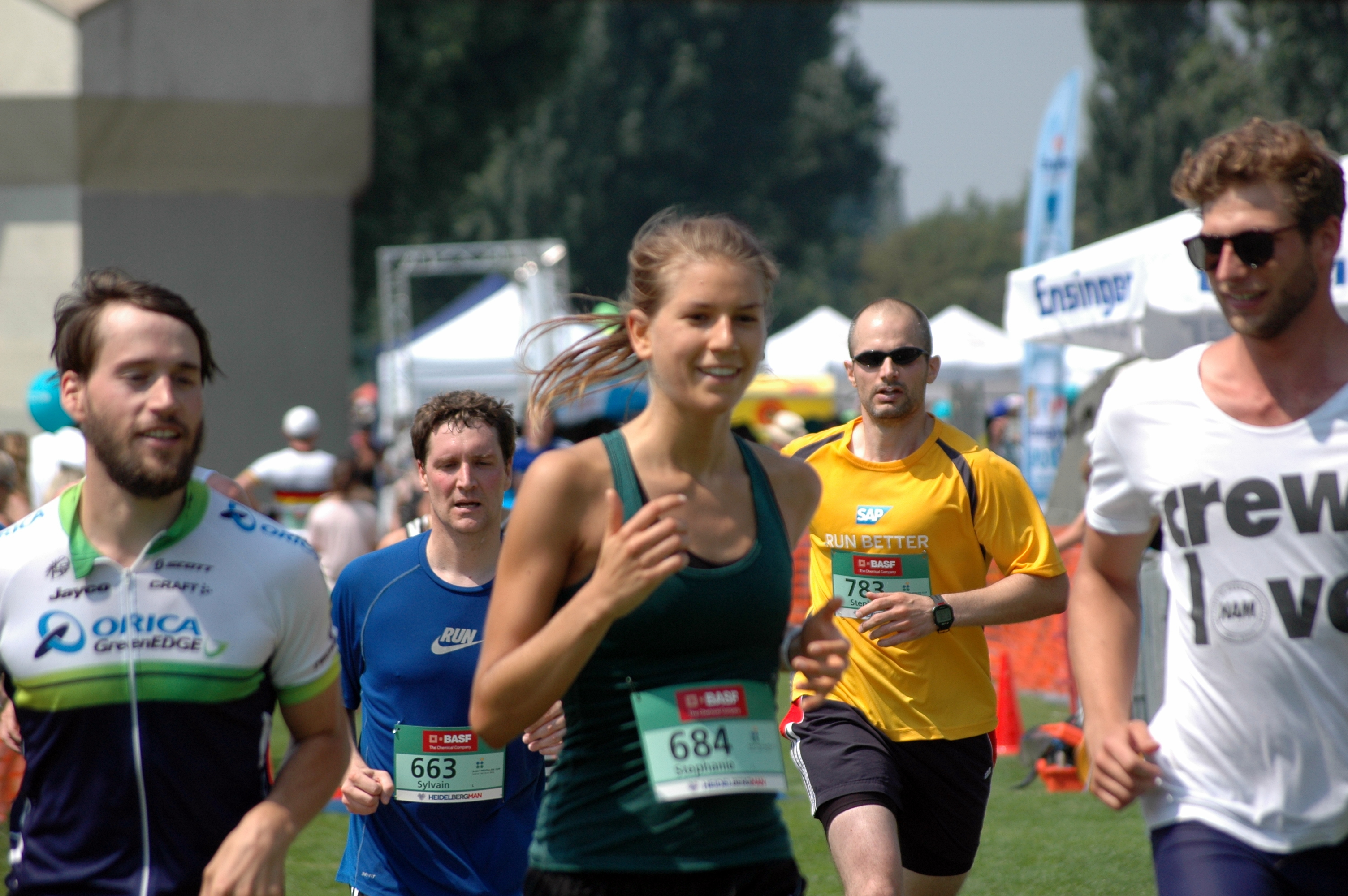
HeidelbergMan (2019)

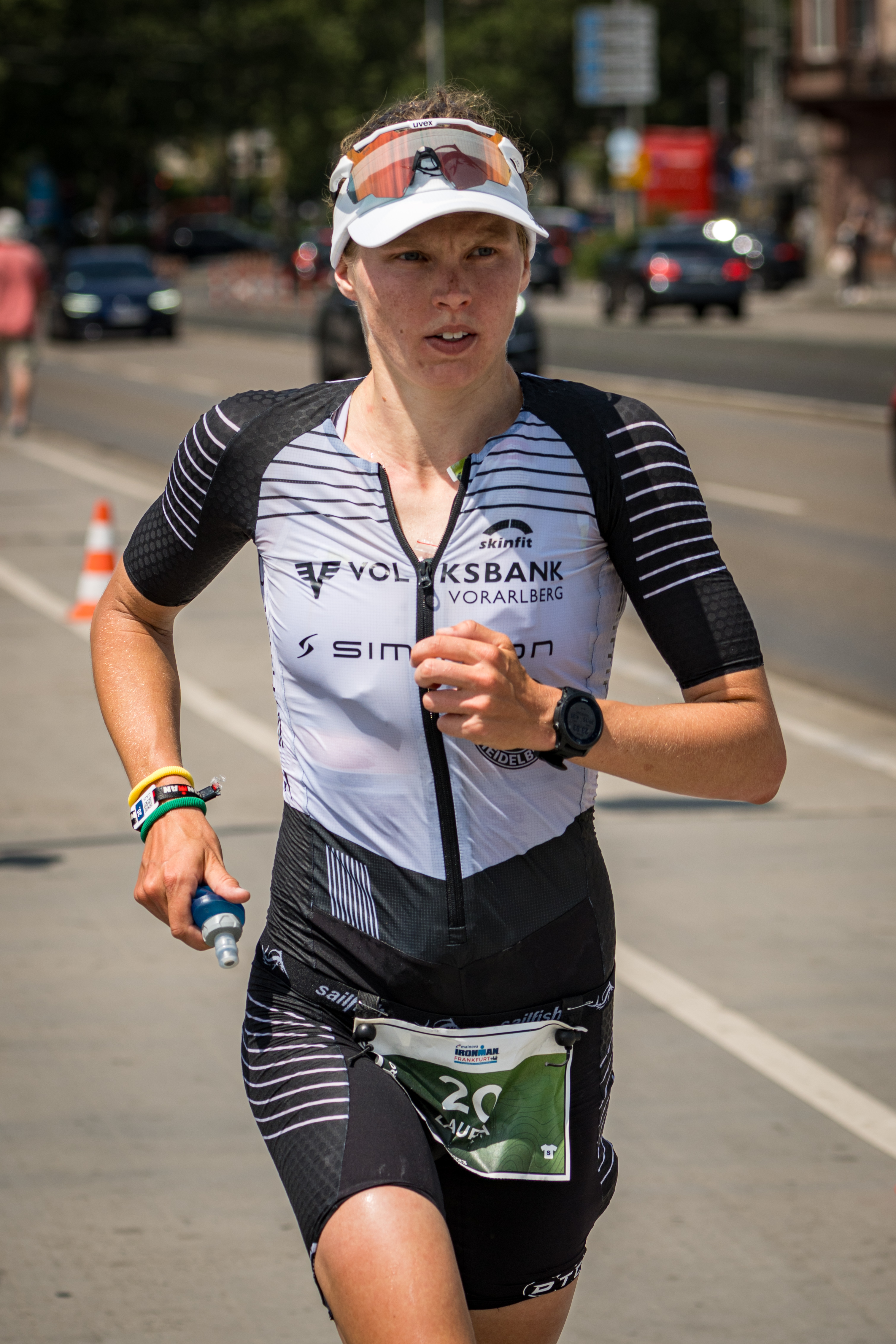
Laura Jansen – Siegerin 2022

Der Heidelberg Triathlon (von 1990 bis 1992 Heidelberg Triathlon, von 1996 bis 2024 HeidelbergMan) ist eine jährlich im Sommer in Heidelberg stattfindende Triathlon-Sportveranstaltung.

## Organisation
Der erste Heidelberger Triathlon wurde am 16. Juni 1990 ausgetragen, anschließend jährlich bis 1992. Nach drei Jahren Pause fand 1996 der erste HeidelbergMan statt. Dieser Triathlon am Neckar wird über die olympische Distanz (Kurzdistanz) ausgetragen (1,6 km Schwimmen, 35 km Radfahren und 10 km Laufen).

Der HeidelbergMan ist heute eines von vier (in geraden Jahren) bzw. fünf (in ungeraden Jahren) Rennen, die im Rahmen des BASF Triathlon-Cups Rhein-Neckar stattfinden:
- Mußbach-Triathlon (im Juni)
- Maxdorf-Triathlon (im Juni in ungeraden Jahren)
- RömerMan Ladenburg (im Juli)
- HeidelbergMan (im Juli oder August)
- Viernheimer V-Card Triathlon (im August)

Die Heidelbergerin Katja Schumacher konnte hier im August 2007 bei ihrem „Heimrennen“ bereits zum sechsten Mal gewinnen.
Wegen der starken Strömung im Neckar musste am 1. August 2010 kurz vor dem Start der Ausdauerdreikampf in einen Duathlon umgewandelt werden (5 km Laufen, 32 km Radfahren und 10 km Laufen).
Am 31. Juli 2016 gewann Patrick Lange zum dritten Mal bei den Männern vor dem Vorjahressieger Florian Angert. Bei den Frauen siegte die Titelverteidigerin Lena Berlinger.
Im Juli 2019 gingen bei der 27. Austragung des Rennens mehr als 1000 Teilnehmer an den Start und Karoline Brüstle sowie Maximilian Saßerath konnten das Rennen für sich entscheiden.
Im März musste die Austragung für 2023 abgesagt werden.

## Streckenverlauf
Traditionsgemäß findet der HeidelbergMan rund um das Heidelberger Schloss statt. Die erste Etappe, die etwa 1600 Meter lange Schwimmdistanz, beginnt beim Hackteufel und verläuft stromabwärts im Neckar. Die insgesamt 35 km lange Radstrecke startet am Neckarufer und führt über die Alte Brücke hoch zum Schloss. Dort folgt ein zwei Mal zu fahrender 14 km langer Rundkurs über den Königsstuhl. Die mit diesem Abschnitt verbundenen 800 Höhenmeter und die Steigungen von bis zu 14 Prozent machen die Radstrecke des Heidelberger Triathlons zu einer der anspruchsvollsten in der olympischen Distanz. Die letzte Etappe stellt ein zehn Kilometer langer Lauf auf dem Philosophenweg mit weiteren Steigungen von bis zu zehn Prozent und insgesamt 160 Höhenmetern dar.

## Siegerliste

### Ergebnisse HeidelbergMan
| Datum/Jahr    | Männer               | Männer            | Männer              | Frauen               | Frauen               | Frauen             |
| Datum/Jahr    | Erster Platz         | Zweiter Platz     | Dritter Platz       | Erster Platz         | Zweiter Platz        | Dritter Platz      |
| ------------- | -------------------- | ----------------- | ------------------- | -------------------- | -------------------- | ------------------ |
| 28. Juli 2024 | Gregor Payet         | Jakob Breinlinger | Jannik Stoll        | Valerie Moser        | Laura Jansen         | Ursula Trützschler |
| 2022          | Malte Plappert       | Jakob Breinlinger | Julian Erhardt      | Laura Jansen         | Ursula Trütschler    | Kathrin Halter     |
| 25. Juli 2021 | Mika Noodt           | Jannik Schaufler  | Malte Plappert      | Laura Philipp -3-    | Laura Jansen         | Merle Brunnée      |
| 28. Juli 2019 | Maximilian Saßerath  | Sebastian Kienle  | Julian Erhardt      | Karoline Brüstle     | Katharina Grabinger  | Laura Jansen       |
| 29. Juli 2018 | Julian Erhardt       | Markus Rolli      | Martin Diebold      | Anne Reischmann      | Katharina Wolff      | Jana Binninger     |
| 30. Juli 2017 | Markus Rolli         | Florian Angert    | Julian Mutterer     | Anne Haug            | Lena Berlinger       | Anne Reischmann    |
| 31. Juli 2016 | Patrick Lange -3-    | Florian Angert    | Markus Rolli        | Lena Berlinger -2-   | Katharina Wolff      | Simone Hofmann     |
| 2. Aug. 2015  | Florian Angert       | Patrick Lange     | Malte Plappert      | Lena Berlinger       | Lena Berg            | Almuth Grüber      |
| 27. Juli 2014 | Patrick Lange -2-    | Paul Schuster     | Felix Schumann      | Laura Philipp -2-    | Lena Berlinger       | Leonie Poetsch     |
| 28. Juli 2013 | Patrick Lange        | Felix Schumann    | Maurice Clavel      | Laura Philipp        | Nina Kuhn            | Lena Berlinger     |
| 29. Juli 2012 | Michael Göhner       | Johannes Moldan   | Paul Schuster       | Lena Berg            | Silvia Felt          | Almuth Grüber      |
| 31. Juli 2011 | Andreas Böcherer     | Timo Bracht       | Helge Mütschard     | Almuth Grüber        | Laura Philipp        | Jenny Schulz       |
| 1. Aug. 2010  | Felix Schumann       | Johannes Utz      | Fabian Rahn         | Jenny Schulz         | Tina Tremmel         | Nina Kuhn          |
| 3. Aug. 2009  | Sebastian Kienle -3- | Felix Schumann    | Johannes Utz        | Nina Kuhn            | Katja Schumacher     | Vanessa Schlemmer  |
| 27. Juli 2008 | Sebastian Kienle -2- | Michael Göhner    | Felix Schumann      | Tina Tremmel         | Katja Schumacher     | Heidi Jesberger    |
| 5. Aug. 2007  | Normann Stadler -2-  | Sebastian Kienle  | Timo Bracht         | Katja Schumacher -6- | Kathrin Pätzold      | Tina Tremmel       |
| 6. Aug. 2006  | Sebastian Kienle     | Felix Schumann    | Timo Bracht         | Katja Schumacher -5- | Carolin Raunft       | Heidi Jesberger    |
| 7. Aug. 2005  | Craig Cunningham -2- | Felix Schumann    | Sebastian Kienle    | Katja Schumacher -4- | Ute Schäfer          | Tina Tremmel       |
| 1. Aug. 2004  | Craig Cunningham     | Timo Bracht       | Sebastian Kienle    | Ricarda Lisk         | Katja Schumacher     | Tina Tremmel       |
| 10. Aug. 2003 | Timo Bracht          | Steffen Liebetrau | Andreas Rester      | Fiona Docherty -2-   | Katja Schumacher     | Almuth Grüber      |
| 2002          | Normann Stadler      | Lothar Leder      | Mika Luoto          | Fiona Docherty       | Liz Vitai            | Brigitte Sperth    |
| 2001          | Frank Horlacher      | Alexander Taubert | Cengiz Abdul-Rahman | Katja Schumacher -3- | Karin Fiebig         | Sabine Schneider   |
| 1998          | Uwe Widmann          | Ulrich Porsch     | Gerald Schick       | Katja Schumacher -2- | Sabine Schneider     | Missy Le Strange   |
| 22. Juni 1997 | Alexander Taubert    | Frank Horlacher   | Ralf Wodopia        | Katja Schumacher     | Birgit Roßberg-Seube | Barbara Alber      |
| 1996          | Michael Brucker      | Tony O’Hagan      | Alexander Taubert   | Brigitte Fuhr        | Katja Schumacher     | Fiona McKee        |

### Ergebnisse Heidelberger Triathlon
| Datum/Jahr | Männer            | Männer          | Männer                | Frauen          | Frauen           | Frauen        |
| Datum/Jahr | Erster Platz      | Zweiter Platz   | Dritter Platz         | Erster Platz    | Zweiter Platz    | Dritter Platz |
| ---------- | ----------------- | --------------- | --------------------- | --------------- | ---------------- | ------------- |
| 1992       | Wolfgang Dittrich | Bernd Krieg     | Lothar Leder          | Barbara Stanger | Katja Schumacher | Brigitte Fuhr |
| 1991       | Thomas Hellriegel | Jochen Basting  | Lothar Leder          | Barbara Zeeb    | Katja Schrickel  | Dagmar Reim   |
| 1990       | Marcus Bauser     | Harald Schestag | Engelbert Luschberger | Carola Hoecker  | Katja Schumacher | Jen Fritz     |